# Córdoba (Spanje)
Córdoba is een stad in Andalusië in het zuiden van Spanje. Het is de hoofdstad van de provincie Córdoba. De stad ligt op 122 meter boven zeeniveau, aan de rivier de Guadalquivir en aan de voet van het gebergte Sierra Morena. In 2005 had ze 321.165 inwoners, waarmee het de derde stad van Andalusië is. Het is de warmste stad van Europa: de temperatuur stijgt elk jaar weer geregeld boven de 35 °C.
Córdoba was ooit een van de belangrijkste steden ter wereld, in de 10de eeuw zelfs de op een na grootste, met een voor die tijd ongekend hoog inwonertal van rond de 500.000. Het was de hoofdstad van het middeleeuwse emiraat Córdoba, later het kalifaat Córdoba. Uit die tijd zijn talrijke monumenten overgebleven, waarvan de Mezquita het bekendste is. Sinds 1984 staat het historische centrum van de stad op de Werelderfgoedlijst van UNESCO.
De stad is de geboorteplaats van filosofen als Seneca, Averroes en Maimonides. In culinaire kringen is Córdoba bekend vanwege het gerecht Rabo de Toro, een stoofpot van stierenstaart.
Als gevolg van de Spaanse kolonisaties dragen op het Amerikaanse continent meer dan 1000 plaatsen de naam Córdoba. De belangrijkste daarvan is Córdoba in Argentinië.

## Geschiedenis
De eerste permanente bewoners van het gebied rond Córdoba waren de Tartessos. Ze dolven er koper en zilver. In de loop van de jaren begonnen zij ook met het bebouwen van het land, wat later de basis van de economie zou vormen. Tijdens de opkomst van de Carthagen verscheen de eerste bekende naam van de stad: “Karduba”. Die naam was een samentrekking van Kart-Juba (Stad van Juba), naar een Numidische generaal genaamd Juba, die het leven verloor in de omgeving van de stad, rond 250 v.Chr.

### De Romeinse Tijd
In het jaar 206 v.Chr. werd Karduba veroverd door de Romeinen na de Slag van Ilipa. Zij gaven de stad een nieuwe naam, namelijk “Corduba”. Rondom 113 v.Chr. had Corduba al een eigen Romeins forum en in het jaar 80 v.Chr. werden de eerste munten geslagen. In 49 v.Chr. gebruikte Julius Caesar Corduba als regeringscentrum voor de steden van het toenmalige rijk “Hispania Ulterior”. Na de strijd tussen Caesar en de Romeinse aristocraat Pompeius werden in 27 v.Chr. de Spaanse provincies compleet gereorganiseerd. Vanaf dat moment werd Corduba de hoofdstad van de provincie Hispania Baetica, wat neerkomt op de huidige Spaanse regio’s Andalusië en Extremadura. In de daaropvolgende eeuwen groeide de stad erg snel en kreeg ze haar eigen koninklijk paleis, amfitheater, tempel, circus, drie aquaducten met bronzen versieringen, verscheidene fonteinen en een groot theater. Door deze Romeinse productiviteit had Corduba rond 300 na Chr. meer belangrijke gebouwen dan Rome.
De belangrijkste Romeinse keizers die in deze tijd o.a. Corduba regeerden waren:
- Claudius
- Nero
- Domitianus
- Marcus Aurelius

In de 3de eeuw kreeg Corduba te maken met het christendom. De stad kreeg in die periode namelijk haar eerste eigen bisschop, de leider van het Concilie van Nicaea. Hij werd de rechterhand van keizer Constantijn de Grote en had daardoor veel invloed op het beleid van het gehele rijk. Deze christelijke aanwezigheid verklaart ook de weerstand van Corduba tegen de opkomst van de ariaanse Visigoten in de daaropvolgende eeuwen.

### De Byzantijnse en Visigotische Tijd
In het jaar 411, na de val van het West-Romeinse Rijk en tijdens de Grote Volksverhuizing, werd Corduba tijdelijk bezet door Vandalen. Deze indringers gaven ook hun naam aan het huidige Andalusië, afgeleid van “Vandalucía”. Aan het begin van deze periode was Corduba een onafhankelijke stad, maar toch behielden de Romeinse instituties enigszins hun macht. In 550 werd Corduba echter veroverd door de Byzantijnse Justinianus I, en in 572 door de Visigotische koning Leovigild. Deze laatste werd de eerste Visigotische koning. Hij voelde zich dusdanig machtig dat hij munten liet slaan met zijn naam erop. In de 6de eeuw werd er een groot aantal Visigotische monumenten in de stad gebouwd, zoals de Byzantijnse kerk Santa Clara, de kerk van de Drie Heiligen en de basiliek van San Vicente Mártir.
Er was veel opstand tegen dit nieuwe bewind en de katholieke bevolking van Corduba had moeite met het accepteren van een niet-katholieke koning. Door deze onrust en instabiliteit verloor de stad een deel van haar oorspronkelijke macht en werd het oude Hispalis (het huidige Sevilla) aanzienlijk belangrijker.

### Moorse Tijd
Vanaf 711 werd een groot deel van het huidige Zuid-Spanje veroverd door de Moren, onder leiding van Tariq ibn Zijad. Ook Córdoba wordt ingenomen. Het is politiek gezien zeer instabiel: in de 30 jaar tussen 716 en 747 regeerden in totaal 19 stadhouders in Córdoba. In 756 veranderde het oude Corduba in de hoofdstad van de “Emiraat van Córdoba”, een onafhankelijke staat die over het hele Moorse rijk Al-Andalus regeerde. Het werd opgericht door de Umayyadische prins Abd Al-Rahman, die de kleinzoon was van de Umayyadische kalief Hisham.
In 912 veranderde de staat in het nog machtigere kalifaat Córdoba, opgericht door Abd al Rahman III (880 - 961). In het jaar 1000 was Córdoba uitgegroeid tot de grootste stad ter wereld met officieel 450.000 inwoners (volgens sommige bronnen meer dan 1 miljoen). Het was het belangrijkste financiële, commerciële en culturele centrum van de wereld. In die periode werd ook de indrukwekkende Mezquita gebouwd en de chique wijk Medina Azahara, nu een van de cultuurschatten van Spanje. Ook beschikte de bevolking van Córdoba over de grootste bibliotheek ter wereld met 400.000 boeken.
Aan de bloeiperiode van het rijk van Córdoba kwam een eind toen Abd al-Malik in oktober 1008 overleed. In 1013 werden in een pogrom duizenden Joden vermoord. Het kalifaat Córdoba eindigde op 30 november 1031, toen de laatste kalief Hisham III (1027-1031) afstand deed van de kaliefentitel, na verdreven te zijn uit Córdoba.

### Katholieke Tijd
Op 29 juni 1236, in de tijd van de Reconquista, werd Córdoba veroverd door de katholieke koning Ferdinand III. Vanaf deze dag werden alle Moren de stad uitgezet met zoveel spullen als zij mee konden nemen. Een groot deel van de Romeinse gebouwen werd verdeeld onder de adel die had bijgedragen aan de verovering, waarvan velen afkomstig waren uit Noord-Spaanse regio’s zoals Burgos en Navarra. In de regeringsperiode van Koning Ferdinand III werden er veertien nieuwe kerken gebouwd en in 1241 werd Córdoba onderverdeeld in veertien wijken. Elke wijk had haar bijbehorende kerk. Onder het bewind van koning Alfons XI werden nog meer religieuze bouwwerken geconstrueerd, waaronder de Sinagoga de Córdoba en het Alcázar de los Reyes Cristianos; het laatste zou later worden veranderd in een koninklijk paleis. Ook werd Córdoba in de 15de eeuw de katholieke uitvalsbasis voor de verovering van Granada in 1478.

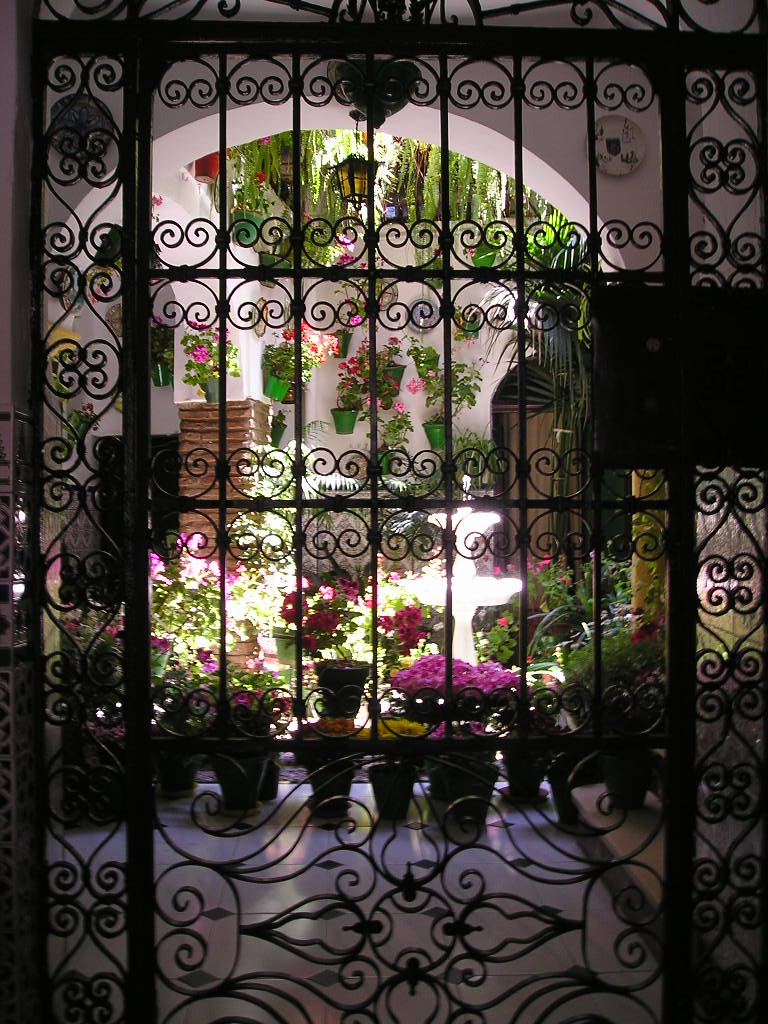
Een van de typische patio’s

### 16de t/m 20ste eeuw
In 1523 werd begonnen met de bouw van de kathedraal van Córdoba, onder leiding van Hernán Ruiz I en zijn zoon Hernán Ruiz II. In 1571, onder het bewind van koning Filips II, werden de Arco del Triunfo en de Puerta del Puente gebouwd. In die periode, tot ver in de 17de eeuw, bleef Córdoba een belangrijke en machtige stad, waar moderne ideeën ontstonden. In de 18de eeuw kwam er echter een einde aan die macht en vechtersmentaliteit, onder meer door epidemieën, extreme droogte en slecht stadsbestuur. Ook het inwonertal van de stad daalde aanzienlijk en begon pas aan het begin van de 20ste eeuw weer langzaam te stijgen. Dit gold echter niet voor de economie, die pas na de val van de dictatuur van Francisco Franco in de jaren 70 weer bijtrok.

### 20ste en 21ste eeuw
Tegenwoordig is Córdoba een belangrijke cultuurstad van Spanje en een van de best bewaard gebleven steden van Europa. Het gehele historische centrum van de stad staat sinds 1984 dan ook op de Werelderfgoedlijst van UNESCO. Sinds 2012 staat ook het jaarlijkse festival van de Patios van Córdoba op de Werelderfgoedlijst van de UNESCO. Córdoba was tevens kandidaat voor de titel Europese Cultuurstad in het jaar 2016, maar die titel ging naar San Sebastián.

## Geografie
Córdoba ligt in de Valle del Guadalquivir. De stad grenst in het noorden aan de voeten van de bergketen Sierra Morena.

Afstanden naar andere steden:
- Almería: 310 kilometer
- Barcelona: 880 kilometer
- Bilbao: 797 kilometer
- Cádiz: 262 kilometer
- Granada: 232 kilometer
- Lissabon: 464 kilometer
- Madrid: 401 kilometer
- Málaga: 163 kilometer
- Sevilla: 143 kilometer
- Valencia: 582 kilometer
- Zaragoza: 700 kilometer

## Klimaat

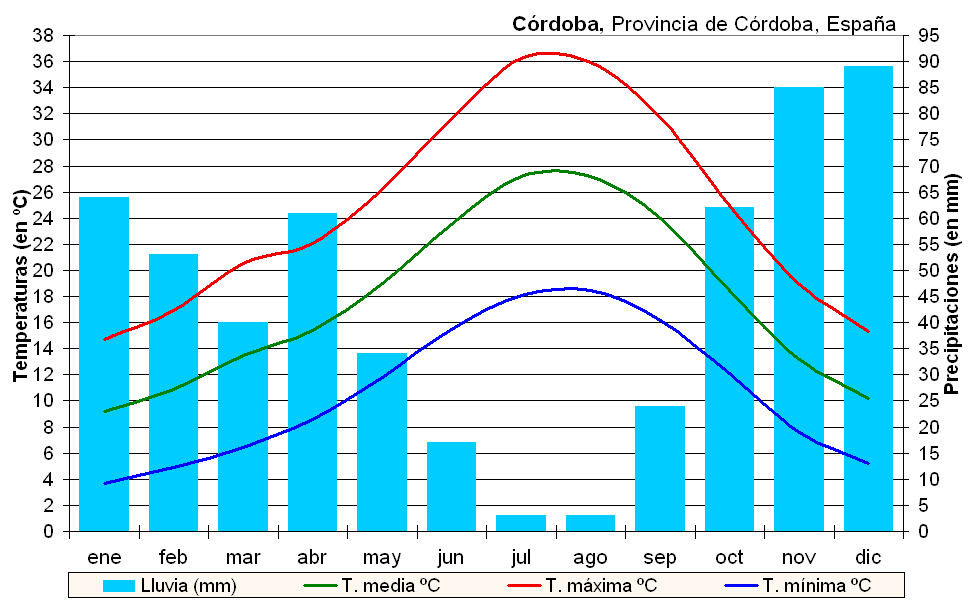
Klimaatgrafiek van Córdoba

Córdoba heeft officieel een mediterraan klimaat, maar ondervindt veel invloed van een landklimaat en zeeklimaat. Het is de heetste stad van Spanje, op Úbeda na.
De winters zijn mild, het vriest er zelden, en de zomers zijn extreem heet: elk jaar stijgt de temperatuur regelmatig boven 40 °C. De gemiddelde jaartemperatuur is de hoogste van continentaal Europa. De verschillen tussen de maximumtemperatuur en minimumtemperatuur zijn erg hoog, het tegenovergestelde van een mediterraan klimaat. Ook al is het in de zomer ’s middags 38 graden, het kan soms ’s nachts afkoelen tot slechts 18°C. Gemiddeld valt er zo’n 500 mm neerslag, maar dat verschilt zeer sterk per jaar. Op 23 juli 1995 werd een recordtemperatuur gemeten van 46,6°C.
| 1971-2000         | jan  | feb  | mar  | apr  | mei  | jun  | jul  | aug  | sep  | okt  | nov  | dec  | Gemiddeld/Totaal |
| ----------------- | ---- | ---- | ---- | ---- | ---- | ---- | ---- | ---- | ---- | ---- | ---- | ---- | ---------------- |
| Maximumtemp. (°C) | 14,7 | 16,9 | 20,5 | 22,1 | 26,2 | 31,6 | 36,2 | 35,9 | 31,7 | 25,0 | 18,9 | 15,3 | 24,6             |
| Minimumtemp. (°C) | 3,7  | 4,9  | 6,4  | 8,6  | 11,8 | 15,5 | 18,1 | 18,5 | 16,2 | 12,1 | 7,6  | 5,2  | 10,7             |
| Neerslag (mm)     | 64   | 53   | 40   | 61   | 34   | 17   | 3    | 3    | 24   | 62   | 85   | 89   | 536              |

## Demografische ontwikkeling
Bron: INE; 1857-2011: volkstellingen
Opm: Bevolkingscijfers in duizendtallen; aanhechting van Santa María de Trassierra (1857) en de woonkern Santa Cruz van Montilla (1996)

## Architectuur en bezienswaardigheden

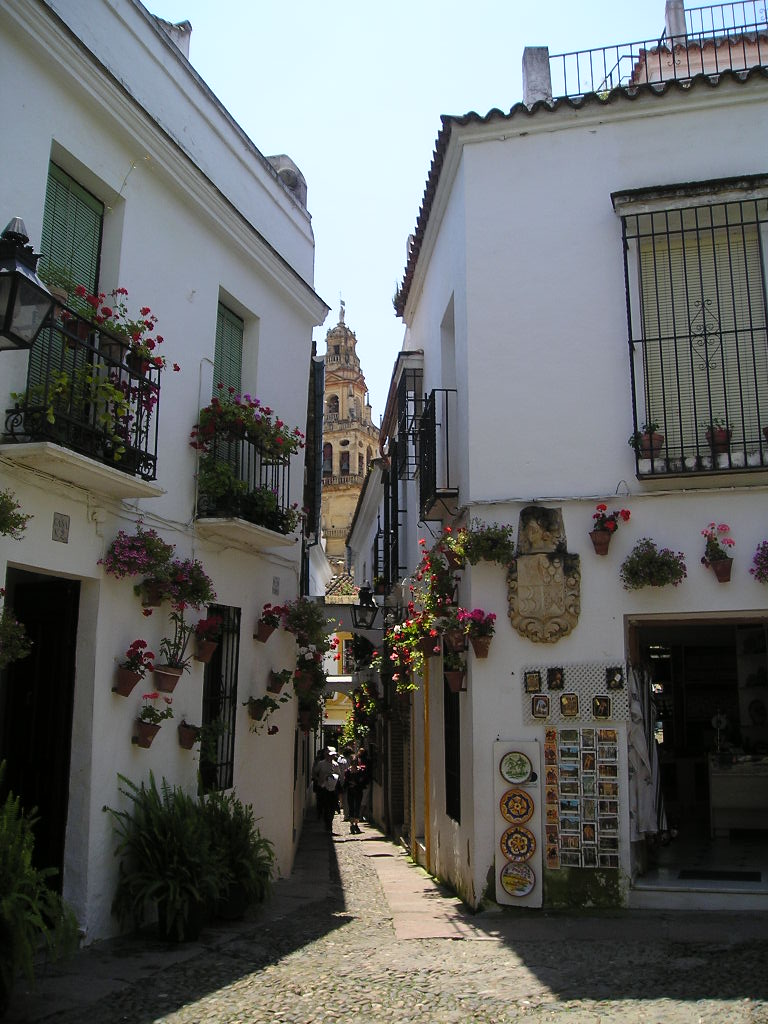
Calleja de las Flores

- De Mezquita: Emir Abd Ar-Rahman I begon in 785 met de bouw van een indrukwekkende moskee (Spaans: mezquita), met zijn 23.000 m² de op twee na grootste ter wereld. Het islamitische gebedshuis kwam te staan op het terrein van de christelijke kerk San Vicente, waarvan de fundamenten bij opgravingen binnen in de moskee in de jaren 30 van de 20ste eeuw konden worden blootgelegd. Het bouwwerk vertoont sporen van Moorse, Romeinse, Byzantijnse, Syrische, Perzische en Gotische elementen; het was het voorbeeld voor de Spaanse moslimarchitectuur van de volgende eeuwen. Ongeveer 860 evenwijdig geplaatste marmeren zuilen ondersteunen de dubbele bogen, wat een uniek spel met licht en schaduw oplevert. Met de herovering van Córdoba door de christenen, in 1236, wordt de moskee tot katholieke kathedraal gewijd. In het midden wordt vanaf 1523 gedurende 234 jaar gebouwd aan een geweldig gotisch kerkschip, waarin ook renaissance- en barokinvloeden zijn terug te vinden. De vroegere minaret doet nu dienst als klokkentoren.
- De Judería (de vroegere Joodse wijk) en de oude synagoge, een van de drie overgebleven Spaanse synagogen
- De Romeinse brug over de rivier de Guadalquivir
- Het Alcázar de los Reyes Católicos (de Burcht van de Katholieke Koningen), een 15de-eeuws slot met prachtige tuinen[1]
- De ruïnes van Medina Azahara: Gebouwd als een paleisstad voor Abd Al-Rahman III in 936. Een derde van de staatsinkomsten werd in dit paleis gestoken. Het ligt op de van nature terrasvormige helling van een uitloper van de Sierra Morena. De bouw heeft volgens sommige bronnen meer dan 40 jaar geduurd. De ondergang van de paleisstad vond plaats in 1010, toen opstandige Berbertroepen dit voormalige symbool van het kalifaat van Córdoba met de grond gelijk maakten.

### Andere monumenten en bezienswaardigheden

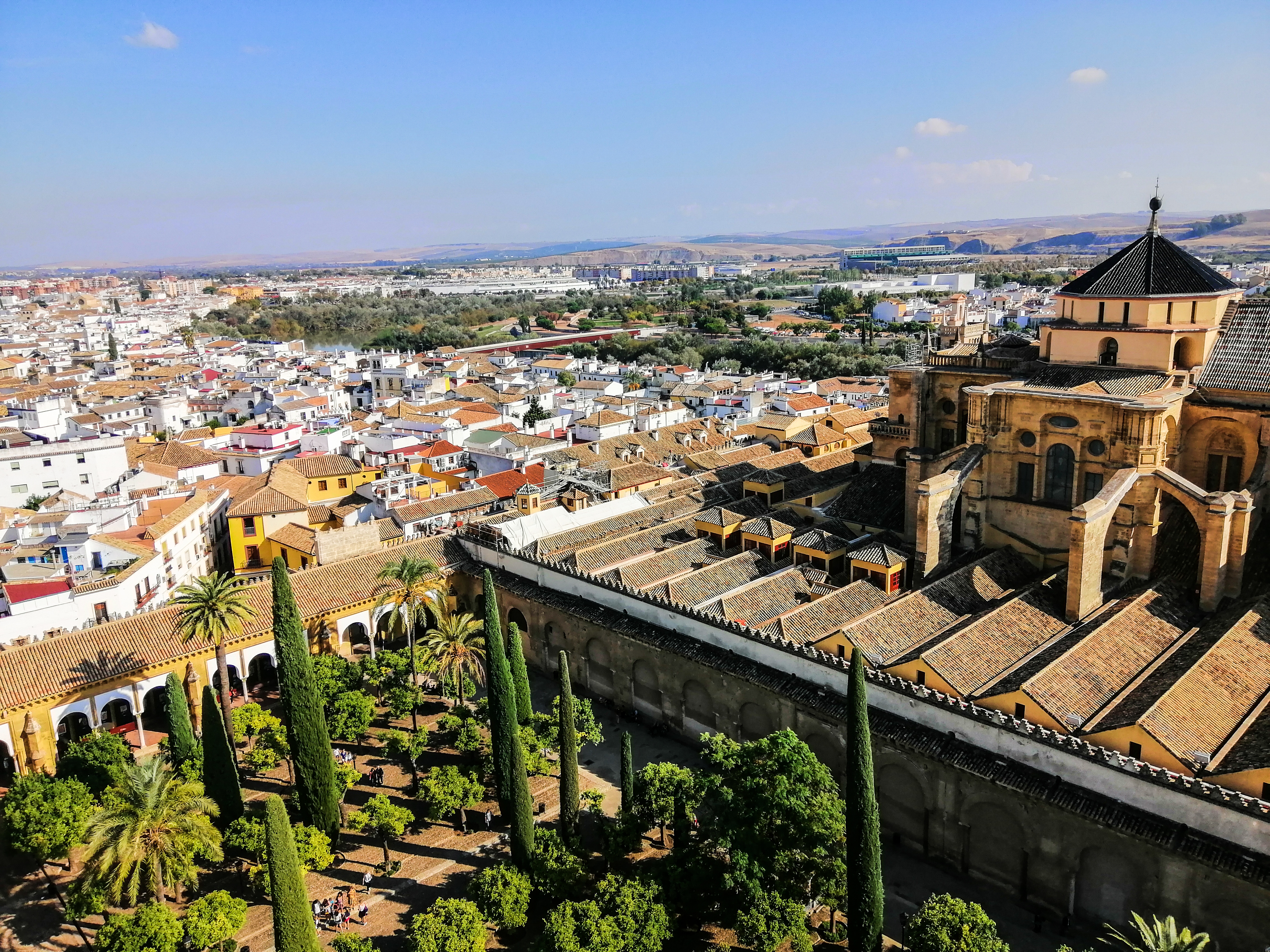
De Mezquita met uitzicht op Córdoba

- Torre de Calahorra
- Torre de Malmuerta
- Botanische tuin van Córdoba
- Synagoge van Córdoba
- Cristo de los Faroles
- Calleja de las Flores
- Palacio de Viana
- Palacio de Orive
- Palacio de la Merced
- Plaza de la Corredera
- Plaza de las Tendillas
- Plaza de Toros “Los Califas”
- Posada del Potro
- Puerta de Almodovar
- Triunfos de San Rafael
- Romeinse Mausoleum
- Romeinse Muur

### Musea
- Museo de Bellas Artes
- Museo Diocesano
- Museo Etnológico y Arqueológico de Córdoba
- Museo Julio Romero de Torres
- Museo Regina
- Museo Taurino
- Sala Museística de Cajasur

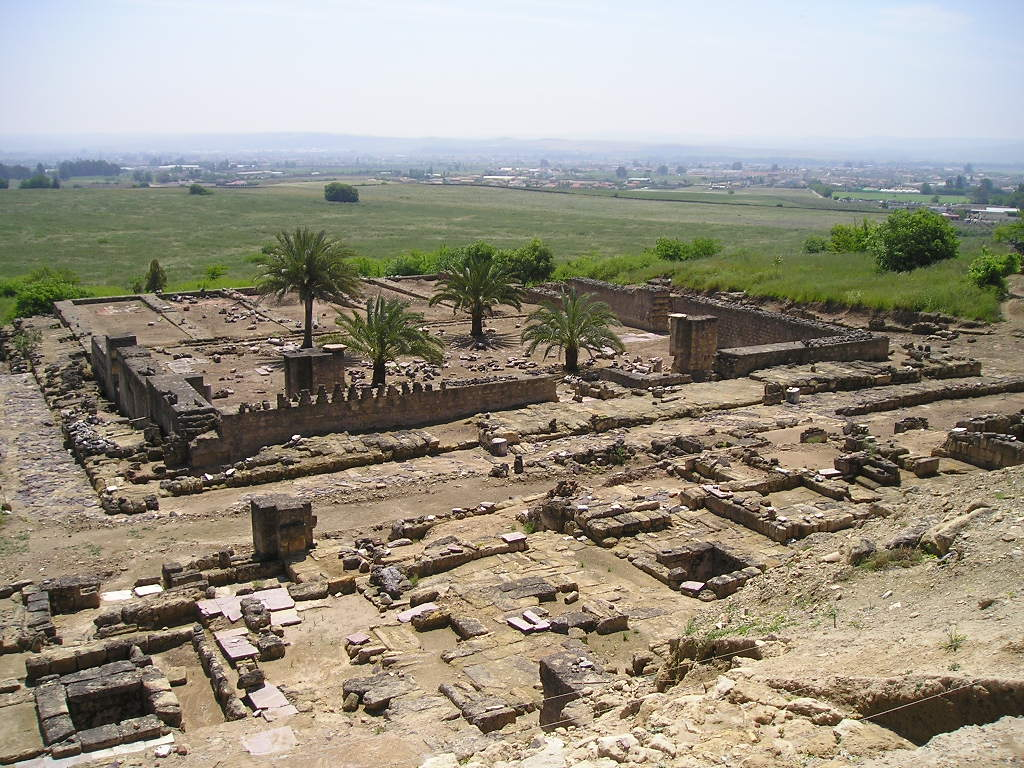
Medina de Azahara
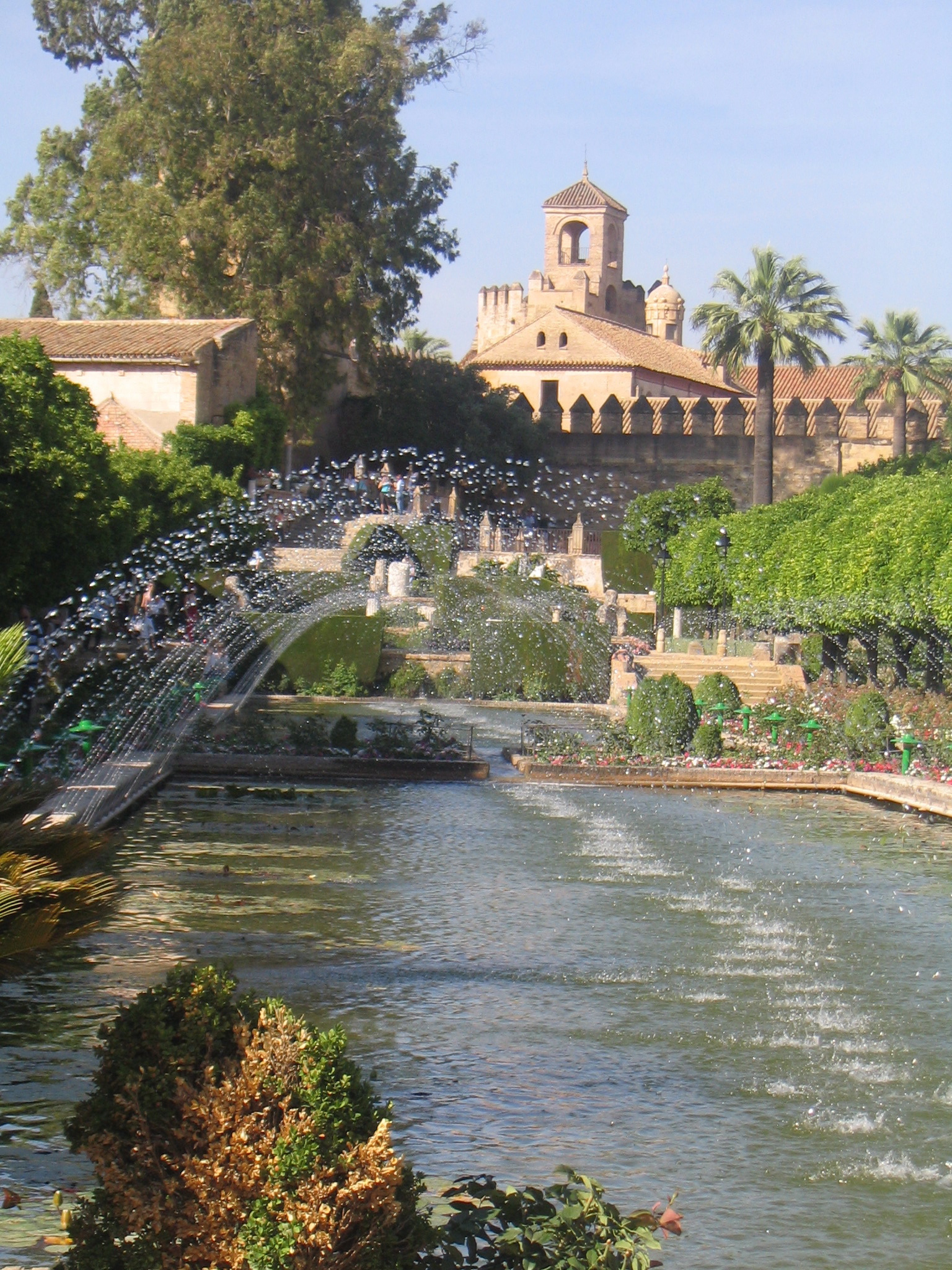
Fontein in het Alcázar
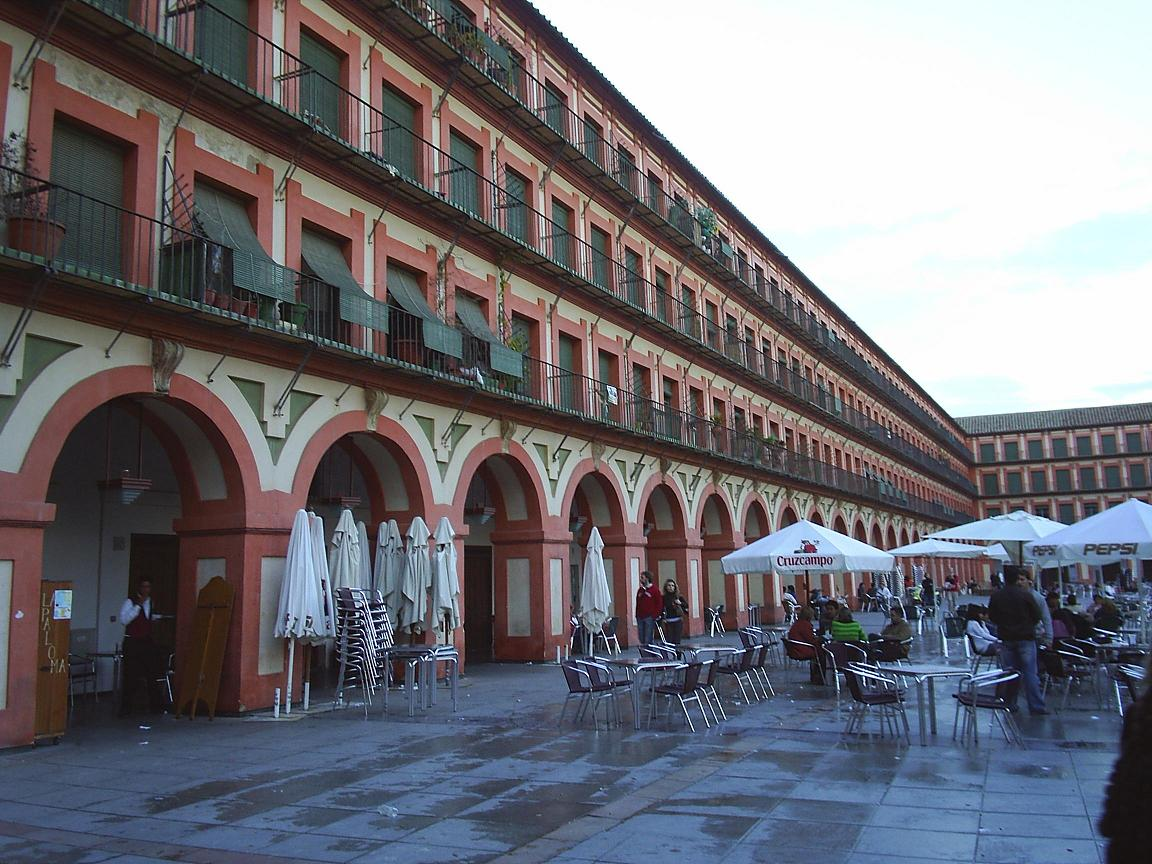
Plaza de la Corredera
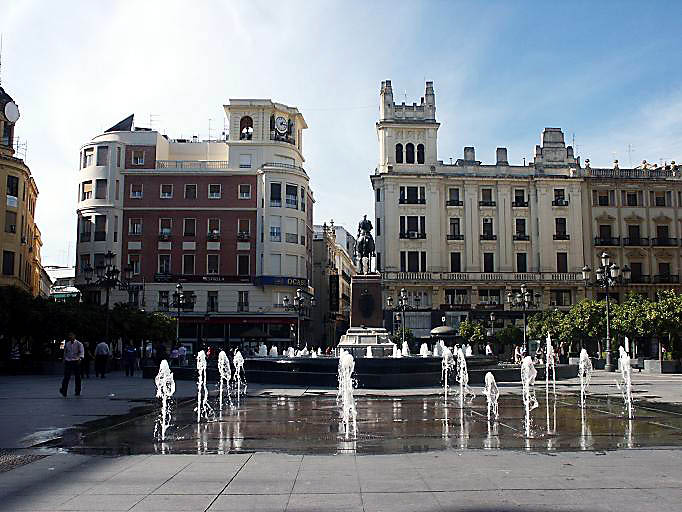
Plaza de las Tendillas
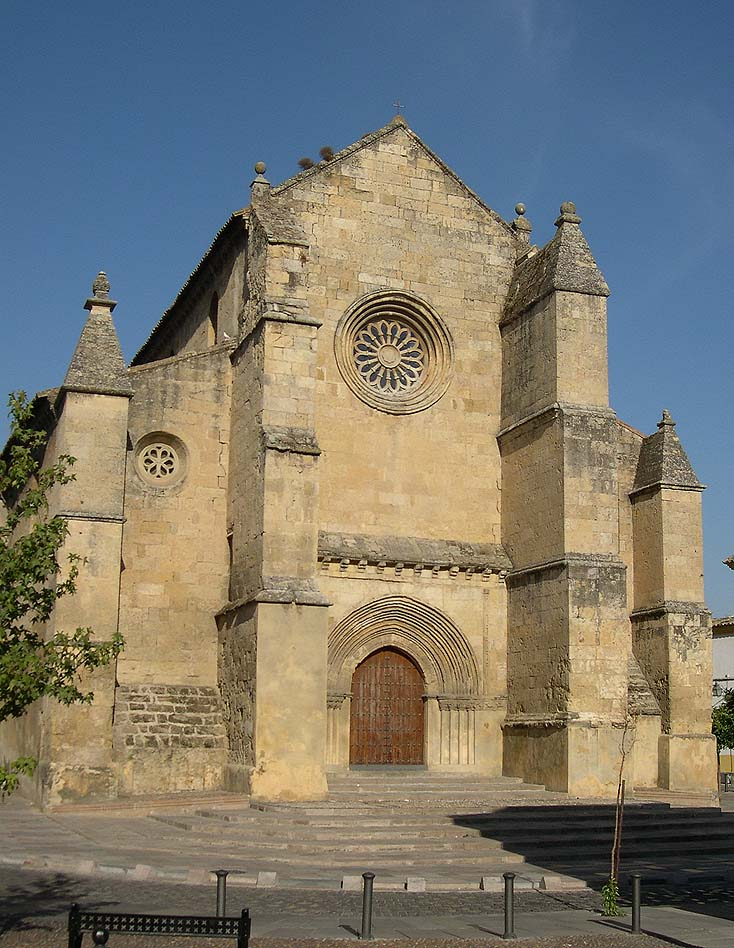
Iglesia de Santa Marina
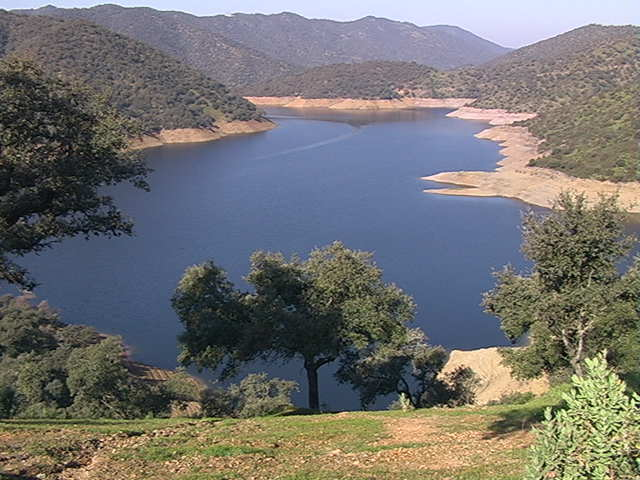
Meer in de Sierra Morena
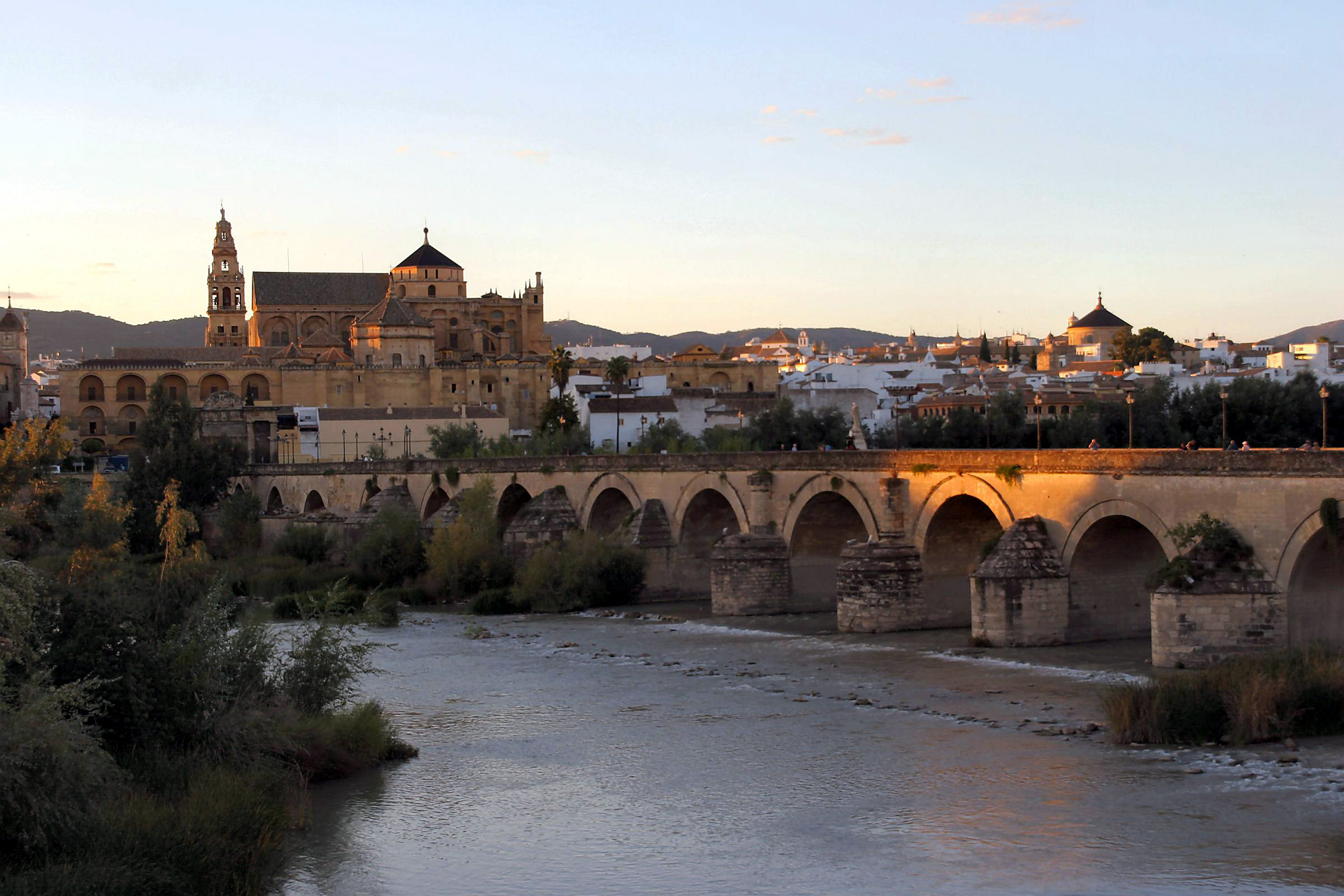
Romeinse brug over de rivier de Guadalquivir
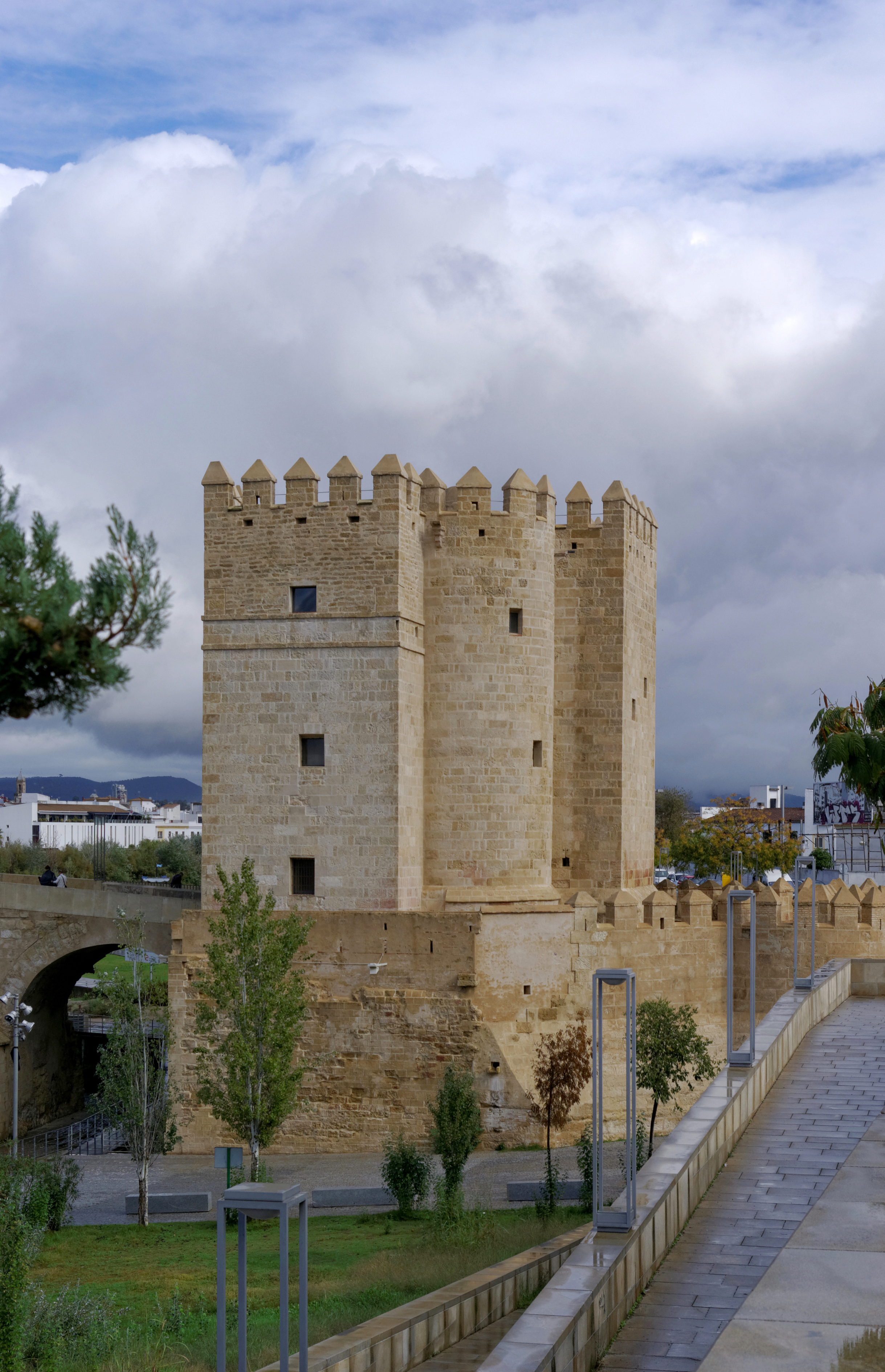
Torre de Calahorra

## Streekproducten
- Honderden soorten olijfolie
- Saffraan
- Juwelen in filigraanwerk
- Moors keramiek

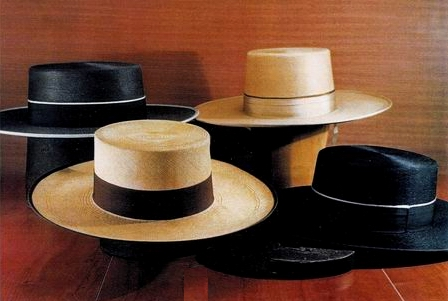
Sombreros cordobeses

- Leerproducten (jassen, tassen etc)
- Sombreros cordobeses (handgemaakte Andalusische hoeden)
- Pedro Ximénez wijn (zeer zoete rode wijn)
- Vino fino uit Montilla en Moriles (te vergelijken met sherry)

## Sport
Córdoba CF is de professionele voetbalclub van Córdoba en speelt in het Estadio Nuevo Arcángel. De club speelde meerdere seizoenen op het hoogste Spaanse niveau, de Primera División.
Córdoba is zeer vaak opgenomen in het parcours van wielerkoers Ronde van Spanje. De Belg Wout van Aert was er in 2024 de voorlopig laatste ritwinnaar. Daarnaast is Córdoba regelmatig etappeplaats in de Ruta del Sol.

## Partnersteden
- Damascus, Syrië
- Fes, Marokko
- Kairouan, Tunesië
- Manchester, Engeland

## Bekende inwoners van Córdoba

### Geboren
- Seneca de Oudere (ca.55 v.Chr.-ca.39), redenaar, schrijver, militair en zakenman
- Seneca de Jongere (4 v.Chr.-65), filosoof
- Marcus Annaeus Lucanus (39-65), dichter
- Ossius van Córdoba (ca. 257-359), bisschop van Córdoba
- Mohammed I (823-886), emir van Cordoba
- Abd al-Rahman III (891-961), emir/kalief van Cordoba
- Al-Hakam II (915-976), kalief van Cordoba
- Hisham II (966-1013), kalief van Cordoba
- Abd al-Rahman IV (?-1018), kalief van Cordoba
- Averroes (1126-1198), filosoof, jurist en arts
- Maimonides (1135-1204), filosoof en rabbijn
- Francisco Hernández de Córdoba (1467-1517), conquistador
- Luis de Góngora (1561-1627), dichter en toneelschrijver (barok)
- Julio Romero de Torres (1874-1930), kunstschilder
- Manolete (1917-1947), torero
- Paco Peña (1942), flamenco-gitarist
- Miguel Reina (1946), voetballer
- José Dorado (1982), voetballer
- Juan Rafael Fuentes (1990), voetballer
- Fede Vico (1994), voetballer

- Las Ketchup, een meidengroep die bekend is van de Ketchup Song, is ook afkomstig uit Cordoba.